# الدردارة (سوريا)
الدردارة قرية تتبع ناحية العنازة في منطقة بانياس التابعة لمحافظة طرطوس.